# Aflibercept
El aflibercept es uno de los antiangiogénicos (inhibe o reduce la formación de nuevos vasos sanguíneos) más recientes que ha sido aprobado por la FDA para la degeneración macular asociada a la edad (DMAE) y el edema macular por oclusión venosa, así como para el cáncer colorectal metastásico. Su objetivo es detener la pérdida visual ocasionada por varias patologías oculares como la DMAE y la retinopatía diabética. Es aparentemente más potente para unirse al factor de crecimiento endotelial vascular (VEGF) logrando una vida media más prolongada pero que requiere de varias inyecciones para mantener la visión.